# Un marido de ida y vuelta
Un marido de ida y vuelta es una farsa en tres actos escrita por Enrique Jardiel Poncela y estrenada en Madrid el 21 de octubre de 1939.

## Argumento
Pepe, marido de Leticia, fallece repentinamente durante la preparación de una fiesta de disfraces, no sin antes hacerle prometer al apuesto Paco Yepes que no se casará con la viuda. Paco no cumple su promesa. Dos años después de la muerte de Pepe, durante los tres primeros meses del segundo matrimonio de Leticia, comienzan a producirse sucesos extraños en la casa: la luz se enciende y se apaga, el piano toca solo y un libro de sonetos de Shakespeare cambia de lugar continuamente. El fantasma de Pepe, disfrazado de torero, se aparece primero a Paco. El espectro, tras hacerse visible para toda la familia, recupera finalmente el amor de Leticia. Ella le promete que vivirá sola el resto de su vida y que los dos se reunirán de nuevo cuando ella muera. Tras una discusión con Paco, ella abandona la casa y es atropellada por un camión. Su alma se reencuentra con la de Pepe.
Dos años después del estreno de Un marido de ida y vuelta, Noël Coward estrenó una comedia de argumento muy parecido: Blythe spirit (Un espíritu burlón).

## Reparto
| Intérprete              | Personaje           |
| ----------------------- | ------------------- |
| Emma Penella            | Leticia Romero      |
| Fernando Fernán Gómez   | Pepe López Garcerán |
| Fernando Rey            | Paco                |
| Luz Márquez             | Gracia              |
| Antonio Riquelme        | Elias               |
| Mercedes Muñoz Sampedro | Tía Etelvina        |
| Xan das Bolas           | Díaz                |
| Alfonso Godá            | Dr. Ansúrez         |
| Goyo Lebrero            | Filalicio           |
| Manuel Requena          | Tabernero           |
| Ana María Ventura       | Maruja              |
| Lola Gaos               | Lola                |
| Ana María Alberta       | Amelia              |
| José Luis López Vázquez | Fotógrafo           |
| Ángel Álvarez           | Sacerdote           |
| Félix Briones           | Andrés              |
| Emilio Alonso           | Fontanero           |
| Nuria Torray            | Mariví              |
| Modesto Blanch          | Chófer              |
| Jaime Blanch            |                     |
| Rafael Cortés           | Vigil               |

## Representaciones destacadas
- Teatro (1939). Teatro Infanta Isabel de Madrid. Estreno. Intérpretes: Isabel Garcés (Leticia), Rafael Bardem (Pepe), Emilio Espinosa (Paco Yepes), Julia Lajos (Gracia), Mercedes Muñoz Sampedro (Cristina), José Orjas (Elías), Joaquina Almarche.
- Teatro (1952). Teatro Infanta Isabel de Madrid. Reestreno. Intérpretes: Isabel Garcés, María Asquerino, Olga Peiró, Miguel Gómez, Carmen del Valle, Rafaela Aparicio, José Guerra.
- Cine (1957). Dirección: Luis Lucia. Intérpretes: Fernando Fernán Gómez (Pepe), Fernando Rey (Paco), Emma Penella (Leticia), Antonio Riquelme, Xan das Bolas, José Luis López Vázquez, Mercedes Muñoz Sampedro, Jaime Blanch.
- Televisión (15 de enero de 1964). En el espacio Primera fila de TVE. Intérpretes: José Calvo, Maruchi Fresno, Mary González, Félix Navarro, Tina Sáinz, Manuel Soriano, Manuel Torremocha, Luis Varela.
- Televisión (1 de mayo de 1969). En el espacio Teatro de siempre de TVE. Intérpretes: Fernando Delgado, Marisol Ayuso, Carmen Fortuny.
- Teatro (1985). Teatro Maravillas de Madrid. Dirección: Mara Recatero. Intérpretes: Jesús Puente (Pepe), Amparo Baró, Alfonso del Real, Luis Barbero, Encarnita Abad, Victoria Rodríguez, Joaquín Kremel (Paco).
- Teatro (1994). Telecinco. Dirección: Juan José Alonso Millán. Intérpretes: Barbara Rey, Flavia Zarzo, Juan Carlos Naya, Queta Claver, Juanjo Menéndez].
- Teatro (2007). Teatro Reina Victoria de Madrid. Dirección: Mara Recatero. Intérpretes: Andoni Ferreño (Paco), Abigail Tomey (Leticia), José Lifante, Juan Calot (Pepe), Jordi Soler, Antonia Paso y Carmen Martínez Galiana